# Edmund Zammit
Edmund Zammit (9 agosto 1966) è un ex calciatore maltese.

## Carriera

### Nazionale
Ha collezionato tre presenze con la propria Nazionale.

## Statistiche

### Cronologia presenze e reti in Nazionale
| Cronologia completa delle presenze e delle reti in nazionale ― Malta | Cronologia completa delle presenze e delle reti in nazionale ― Malta | Cronologia completa delle presenze e delle reti in nazionale ― Malta | Cronologia completa delle presenze e delle reti in nazionale ― Malta | Cronologia completa delle presenze e delle reti in nazionale ― Malta | Cronologia completa delle presenze e delle reti in nazionale ― Malta | Cronologia completa delle presenze e delle reti in nazionale ― Malta | Cronologia completa delle presenze e delle reti in nazionale ― Malta |
| Data                                                                 | Città                                                                | In casa                                                              | Risultato                                                            | Ospiti                                                               | Competizione                                                         | Reti                                                                 | Note                                                                 |
| -------------------------------------------------------------------- | -------------------------------------------------------------------- | -------------------------------------------------------------------- | -------------------------------------------------------------------- | -------------------------------------------------------------------- | -------------------------------------------------------------------- | -------------------------------------------------------------------- | -------------------------------------------------------------------- |
| 10-2-1990                                                            | Attard                                                               | Malta                                                                | 1 – 2                                                                | Corea del Sud                                                        | Rothmans Tournament 1990                                             | -                                                                    |                                                                      |
| 27-11-1991                                                           | Attard                                                               | Malta                                                                | 2 – 0                                                                | Libia                                                                | Amichevole                                                           | -                                                                    |                                                                      |
| 10-2-1992                                                            | Attard                                                               | Malta                                                                | 1 – 0                                                                | Islanda                                                              | Rothmans Tournament 1992                                             | -                                                                    |                                                                      |
| Totale                                                               |                                                                      | Presenze                                                             | 3                                                                    |                                                                      | Reti                                                                 | 0                                                                    |                                                                      |